# ستيف وايت (طبال)
ستيف وايت (بالإنجليزية: Steve White)‏ هو طبال بريطاني، ولد في 31 مايو 1965 في برموندزي ‏ في المملكة المتحدة.

## وصلات خارجية
- الموقع الرسمي
- ستيف وايت على موقع ميوزك برينز (الإنجليزية)
- ستيف وايت على موقع ديسكوغز (الإنجليزية)